# Pluto (serie cinematográfica)
Pluto (titulada Pluto the Pup en sus inicios) es una serie de cortometrajes animados de comedia producidos por Walt Disney Productions. La serie comenzó en 1937 con Pluto's Quin-puplets y finalizó en 1951 con Cold Turkey. La serie es protagonizada por el personaje titular Pluto, introducido en la serie de cortometrajes Mickey Mouse como el perro mascota de Mickey, además de tener apariciones recurrentes de personajes previamente conocidos como Minnie Mouse, Fígaro y Mickey Mouse, y también presentó a nuevos personajes que se volvieron conocidos, como el dúo de ardillas listadas Chip y Dale.

## Producción
Los cortometrajes fueron producidos por Walt Disney Productions, y distribuidos por RKO Radio Pictures (posteriormente los cortos siendo distribuidos por Buena Vista Distribution en relanzamientos). Al igual que otros cortos animados de Disney en la era dorada de la animación estadounidense, los cortos comenzaban con un estallido estelar con un primer plano de la cara del personaje estrella (en este caso Pluto), seguido por el título "A Walt Disney Pluto".
La mayoría de los cortos fueron dirigidos por Charles Nichols. Otro director de un considerable número de cortos en la serie fue Clyde Geronimi.
Siendo Pluto un perro y la mayoría de los personajes secundarios siendo también animales sin diálogo, la trama de la mayoría de los cortos se entiende a través de sus expresiones, gestos y acciones. Esto convirtió a los cortometrajes de Pluto en caricaturas pioneras en animación, contando con personajes que expresan su personalidad a través de acciones físicas en lugar de diálogos.

## Lista de películas
La siguiente es una lista de los cortometrajes de Pluto. Los títulos se muestran en su versión original en inglés, mostrándose en paréntesis el título en español.
La lista no incluye cortos de otras series donde Pluto aparezca, como los de la serie Mickey Mouse, la serie Donald Duck, u otros cortometrajes de Walt Disney Productions que no sean parte de la serie Pluto, ni cortos de Pluto hechos como parte de los episodios de la serie de televisión Mickey Mouse Works.

### 1937
| # | Título                              | Director       | Estreno                 |
| --- | ----------------------------------- | -------------- | ----------------------- |
| 1 | Pluto's Quin-puplets (Pluto niñera) | Ben Sharpsteen | 26 de noviembre de 1937 |
| Pluto y Fifí son los padres de cinco cachorros. Cuando ven por la calle a un hombre con unas salchichas, Fifí va a por ellas, dejando a Pluto al cuidado de sus hijos. Pero los cachorros se escapan de la caseta y comienzan a seguir a una oruga en el jardín, hasta que terminan cayendo al sótano, donde activan la manguera de un compresor de aire, a la cual comienzan a ladrar, llamando la atención de su padre, quien intenta detener la manguera, pero termina en el suelo y haciendo que una botella de licor se derrame en su boca. Mientras los cachorros intentan detener la manguera, terminan cubiertos de pintura. Cuando Fifí llega, se enfada al ver a sus cachorros pintados y a Pluto ebrio. Otras apariciones: Fifí la Pekinés, los Quintillizos de Pluto Notas: Introducido como un corto de "Pluto the Pup". |                                     |                |                         |

### 1940
| # | Título                                   | Director       | Estreno                 |
| --- | ---------------------------------------- | -------------- | ----------------------- |
| 2 | Bone Trouble (Problemas de hueso)        | Jack Kinney    | 28 de junio de 1940     |
| Al no tener comida, Pluto intenta robar el hueso de su vecino, Butch el Bulldog. Aprovechando que duerme, Pluto le arrebata sigilosamente el hueso, pero mientras se marcha, Butch se despierta y ve a Pluto llevándose el hueso. Cuando Butch va al jardín de Pluto a recuperarlo, Pluto huye con el hueso en la boca mientras Butch lo persigue por la ciudad. En una feria, Pluto se esconde en un salón de espejos distorsionados, donde se sorprende y se divierte al verse de diferentes aspectos. Butch termina descubriendo a Pluto en el lugar y comienza a perseguirle de nuevo, pero Pluto le asusta gracias a su reflejo en los espejos, terminando felizmente con el hueso para él. Otras apariciones: Butch el Bulldog (debut del personaje) Notas: Introducido como un corto de "Pluto the Pup", editado como "Pluto" en reediciones del cortometraje. |                                          |                |                         |
| 3 | Pantry Pirate (El pirata de la despensa) | Clyde Geronimi | 27 de diciembre de 1940 |
| Mammy Two Shoes castiga a Pluto en el jardín por comerse la comida de la despensa. Pero cuando Mammy cocina un jamón asado, Pluto se infiltra en la casa para comérselo, intentando que Mammy no le descubra. Pluto intenta alcanzar el jamón subiéndose a una tabla de planchar, pero tiene problemas para mantener el equilibrio. Termina cayendo, y resbala hasta chocar contra el cubo y el jabón para fregar el suelo, lo cual provoca que estornude burbujas constantemente. Sus estornudos terminan haciendo que tire al suelo varias tazas, lo cual llama la atención de Mammy, pero Pluto huye al jardín, dejándole libre de sospecha. Otras apariciones: Mammy Two Shoes |                                          |                |                         |

### 1941
| # | Título                               | Director      | Estreno             |
| --- | ------------------------------------ | ------------- | ------------------- |
| 4 | Pluto's Playmate (La novia de Pluto) | Norm Ferguson | 24 de enero de 1941 |
| Mientras Pluto juega en la playa con su pelota, su juguete termina en manos de una foca. Mientras la foca juega con la pelota, Pluto trata de recuperarla. También intenta enterrarla para que no se la quite, pero la foca la vuelve a recuperar. Mientras la foca termina nadando con la pelota, Pluto comienza a bucear para acercarse y recuperar su juguete, en el camino terminando teniendo problemas con un pulpo. Cuando la foca ve la situación, intenta ayudar a Pluto, hasta que finalmente ambos son empujados hasta la orilla, donde Pluto queda inconsciente. La foca le reanima, y cuando despierta le devuelve su pelota. Felizmente, Pluto y la foca terminan jugando juntos con la pelota. Otras apariciones: La Foca Salty, Pulpo |                                      |               |                     |

### 1942
| # | Título                                    | Director       | Estreno                 |
| --- | ----------------------------------------- | -------------- | ----------------------- |
| 5 | Pluto Junior                              | Clyde Geronimi | 28 de febrero de 1942   |
| Pluto Junior, el hijo de Pluto, juega con una pelota con la que termina despertando a su padre, el cual le regaña. Después, Pluto Junior se encuentra un globo, con el que también comienza a jugar, y con el que también termina despertando a su padre. Tras ello, Pluto Junior se topa con una oruga, a la cual comienza a perseguir por el jardín, hasta que ambos suben a un árbol. Ahí, un pájaro trata de comerse la oruga, y al confundir la cola de Pluto Junior con la oruga, el cachorro comienza a perseguirle, terminando ambos volando mientras el perro está sujeto al pájaro. Pluto Junior termina cayendo en un calcetín de la ropa tendida, y al no poder bajar comienza a ladrar para pedir socorro a su padre, quien tiene problemas para alcanzarle. Cuando consigue llegar hasta su hijo, ambos terminan cayendo en el cubo para lavar la ropa, y Pluto termina besando felizmente a su hijo. Otras apariciones: Pluto Junior, Oruga, Pájaro |                                           |                |                         |
| 6 | The Army Mascot (La mascota del ejército) | Clyde Geronimi | 22 de mayo de 1942      |
| Al ver lo bien que están alimentadas las mascotas del ejército en un campamento, Pluto se hace pasar por Gunther, una cabra, para conseguir comida mientras duerme. Para su sorpresa, la comida de Gunther terminan siendo un montón de latas. Gunther persigue a Pluto y le termina dando una lección. Posteriormente, al ver cómo los soldados aplauden la habilidad de Gunther para masticar tabaco, Pluto hace lo mismo para ganarse su afecto, pero Gunther termina dando un empujón a Pluto, quien se traga el tabaco de mascar, y comienza a sentirse mal. Mientras Pluto termina inconsciente, Gunther trata de empujarle a un almacén de explosivos, pero cuando corre para ello, falla en el acto y termina él en el almacén volando por los aires. Tras ello, Pluto termina bien alimentado como nueva mascota en el ejército. Otras apariciones: Gunther la Cabra, Butch el Bulldog (como "Winston"), Pancho el Chihuahua, Soldados |                                           |                |                         |
| 7 | The Sleepwalker (El sonámbulo)            | Clyde Geronimi | 3 de julio de 1942      |
| Mientras Pluto duerme, Dinah la Perrita Salchicha aprovecha la ocasión para quitarle su hueso, pero Pluto despierta y comienza a perseguirla hasta que ella regresa a su caseta. Posteriormente, Pluto se levanta sonámbulo y lleva su hueso a Dinah. De nuevo en su caseta, Pluto despierta, y al no ver su hueso piensa que Dinah se lo ha robado, por lo que corre a recuperarlo, asustando a Dinah, y rompiendo su plato para la comida. Mientras regresa a su casa, Pluto se vuelve a dormir mientras camina, y volviendo a estar sonámbulo devuelve el hueso a Dinah, para sorpresa de esta. Cuando Pluto vuelve a despertar, al no ver su hueso piensa que Dinah se lo ha vuelto a robar, y tras encontrarla enterrando el hueso la persigue y destroza su caseta. Al hacerlo, descubre que Dinah es madre de varios cachorros. Arrepentido, especialmente cuando comienza a llover, Pluto lleva su propia caseta hasta ellos para que se refugien, además de un montón de huesos para que disfruten de ellos. Agradecida, Dinah besa a Pluto, quien termina feliz por ello. Otras apariciones: Dinah la Perrita Salchicha (debut del personaje como prototipo)                        |                                           |                |                         |
| 8 | T-Bone for Two (Hueso para dos)           | Clyde Geronimi | 14 de agosto de 1942    |
| Buscando comida, Pluto encuentra un hueso, pero se topa con Butch, quien también quiere el hueso, haciendo que Pluto huya. Mientras Butch disfruta del hueso, Pluto comienza a excavar cerca de él un enorme agujero con forma de hueso, haciendo que Butch le aparte para encontrar el supuesto hueso gigante que hay enterrado. Pluto aprovecha el momento para conseguir el hueso, pero cuando Butch se da cuenta del engaño, comienza a perseguir a Pluto, hasta que este último se esconde en un desguace. Ahí, Pluto encuentra una bocina, en la cual su hueso termina encajado e intenta sacarlo. Cuando lo logra, aparece Butch, quien recupera el hueso, por lo que Pluto utiliza la bocina para distraer a Butch y conseguir de nuevo el hueso. Otras apariciones: Butch el Bulldog |                                           |                |                         |
| 9 | Pluto at the Zoo (Una aventura en el zoo) | Clyde Geronimi | 10 de noviembre de 1942 |
| Pluto camina por la calle con un pequeño hueso en la boca, hasta que al pasar junto al zoo ve un enorme hueso en la jaula de un león. Pluto tira su hueso pequeño, y mientras el león duerme, Pluto le quita el hueso, pero tiene dificultades para sacarlo a través de los barrotes de la jaula. Intentando no despertar al león, Pluto excava un túnel para llevarse el hueso, y cuando lo consigue evita un ataque del león, quien se había despertado. Pluto termina en la jaula de una canguro, donde su hijo le ha quitado el hueso a Pluto y lo ha guardado en la bolsa de su madre. Al recuperarlo, Pluto despierta a la canguro, quien lo expulsa de una patada, terminando en la jaula del gorila. Pluto se desmaya al ver al gorila, el cual se divierte moviendo a Pluto mientras está inconsciente. Cuando Pluto sale de la jaula, termina en la zona de los cocodrilos, y huye a toda velocidad del lugar, pasando por delante de varios animales, hasta terminar de nuevo en la jaula del león, quien recupera su hueso mientras Pluto escapa. En la calle, Pluto recupera su hueso pequeño y se marcha felizmente con él. Otras apariciones: León, Canguro, Cangurito, Gorila |                                           |                |                         |

### 1943
| # | Título                         | Director       | Estreno            |
| --- | ------------------------------ | -------------- | ------------------ |
| 10 | Private Pluto (Soladado Pluto) | Clyde Geronimi | 2 de abril de 1943 |
| Pluto es un soldado en el ejército. Mientras hace la ronda tras recibir órdenes del sargento (Pete), descubre a dos ardillas escondidas en un cañón, donde guardan sus bellotas. Pluto intenta atrapar a las ardillas, pero estas no paran de burlar a Pluto. Las ardillas terminan utilizando el cañón para atacar a Pluto, quien vuela por los aires, y las ardillas aprovechan la oportunidad para colocar sus bellotas justo donde va a caer y que así las abra. Otras apariciones: Chip y Dale (Chip y Chop en España; debut de los personajes como prototipo), Pete (voz) |                                |                |                    |

### 1944
| # | Título                                      | Director        | Estreno                  |
| --- | ------------------------------------------- | --------------- | ------------------------ |
| 11 | Springtime for Pluto (Primavera para Pluto) | Charles Nichols | 23 de junio de 1944      |
| El Espíritu de la Primavera (representado como un fauno) baila por el campo, haciendo que el invierno termine y todo florezca. Pluto despierta y se alegra de ver el hermoso paisaje primaveral y de ver a los diferentes animales que también disfrutan de la primavera, entre ellos una perdiz a la que sigue hasta el hogar de una oruga, a la cual la perdiz intenta comer sin éxito. La oruga sale de su hogar y se hace un capullo, transformándose en una hermosa mariposa, y comienza a bailar entreteniendo a Pluto. Mientras Pluto baila, termina jugando con un panal, hasta que provoca que las abejas salgan y le persigan para atacarle. Al huir, Pluto termina cayendo en un arbusto de hiedra venenosa, y comienza a rascarse hasta que levanta una gran cantidad de polen, el cual le hace estornudar, además de que comienza una gran tormenta. Tras descubrir que la primavera no es tan maravillosa, al ver al Espíritu de la Primavera comienza a perseguirle furioso. Otras apariciones: El Espíritu de la Primavera, Oruga/Mariposa |                                             |                 |                          |
| 12 | First Aiders (Primeros auxilios)            | Charles Nichols | 22 de septiembre de 1944 |
| Leyendo un libro sobre primeros auxilios, Minnie practica cómo poner vendajes. Al preguntar a Pluto y Fígaro si alguno quiere ayudarla, ambos están dispuestos a hacerlo, pero Pluto emuja a Fígaro, y Minnie termina pidiendo al perro que le sostenga los vendajes. Fígaro intenta llevar los vendajes para ayudar también, pero Pluto le empuja de nuevo. Después de practicar los masajes con Pluto, Minnie practica con él los vendajes en las torceduras, y el perro termina vendado y sin poder moverse. Mientras Minnie sale fuera de casa a por más vendas, Fígaro aprovecha la oportunidad para molestar a Pluto al no poder moverse, burlándose de él de varias formas. Posteriormente, al conseguir soltarse, Pluto comienza a perseguir a Fígaro por la casa, hasta que Pluto que por las escaleras, necesitando realmente primeros auxilios por parte de Minnie. Fígaro ríe, pero termina cayendo también por las escaleras. Finalmente, Minnie hace que los dos dejen de pelear y hagan las paces. Otras apariciones: Fígaro, Minnie Mouse  |                                             |                 |                          |

### 1945
| # | Título                                                | Director        | Estreno                |
| --- | ----------------------------------------------------- | --------------- | ---------------------- |
| 13 | Dog Watch (Perro vigía)                               | Charles Nichols | 16 de marzo de 1945    |
| Pluto es el perro vigía de un barco, donde el capitán le ordena que se asugure que no haya polizones a bordo. Tras patrullar la cubierta, una rata se sube al barco, y aunque Pluto intenta intimidarla, la rata resulta ser bastante feroz y no tiene problemas en enfrentarse a Pluto. La rata pasea por el barco mientras Pluto le sigue, hasta encontrar el comedor de los oficiales, donde come varios alimentos, y aunque Pluto intenta ahuyentarle, la rata le distrae con la comida, tentando a Pluto a comer también. Cuando el capitán llega y descubre a Pluto, piensa que el perro se ha comido toda la comida, y le castiga en el calabozo. La rata se marcha victoriosa, pero asomado por la escotilla, Pluto mueve la cuerda por la que camina, haciendo que la rata caiga al agua y Pluto termine riendo. Otras apariciones: Rata, Capitán                                                                                              |                                                       |                 |                        |
| 14 | Canine Casanova (El casanova canino)                  | Charles Nichols | 27 de julio de 1945    |
| Pluto se cruza con Dinah, y se enamora a primera vista de ella. Pluto la sigue intentando cortejarla de varias formas, aunque sin éxito. Finalmente, Dinah pierde la paciencia y regaña a Pluto, quien se marcha deprimido, pero al separarse Dinah termina siendo capturada por el perrero. Pluto va a rescatarla a la perrera, y aprovecha que el perrero duerme para sacarla de la jaula y huir, intentando no hacer ruido cuando pasan por delante del perrero. Pero una vez que han conseguido salir, la escopeta del perrero cae al suelo, despertándole, y comienza a perseguir a ambos perros en su furgoneta, hasta que sus ruedas terminan pinchadas. Como agradecimiento, Dinah besa a Pluto y este la acompaña hasta su caseta, estando Pluto feliz hasta que descubre que Dinah es la madre de varias cachorritas. Otras apariciones: Dinah la Perrita Salchicha (debut bajo su apariencia permanente), Perrero; cameo de Butch el Bulldog |                                                       |                 |                        |
| 15 | The Legend of Coyote Rock (La Leyenda de Roca Coyote) | Charles Nichols | 24 de agosto de 1945   |
| Un narrador cuenta una historia sobre un coyote, Bent-Tail, a quien le encantaban las chuletas de cordero. En un rebaño cercano vigilado por Pluto, un cordero, Negrito, intentaba marcharse, pero Pluto le hizo dar media vuelta por el peligro del coyote. Posteriormente, Bent-Tail llegó, haciendo que Pluto le persiguiera, hasta que Pluto estuvo alejado del rebaño, permitiendo a Bent-Tail llevarse a los corderos hasta su guarida. Al quedar Negrito fuera, Bent-Tail comienza a perseguirle, topándose en el camino con Pluto, quien comienza a perseguir a Bent-Tail, hasta caer por un barranco rocoso, formándose después una roca forma de coyote. Pluto consigue salvar al rebaño, y hace que los corderos regresen estando ahora a salvo del coyote. Otras apariciones: Bent-Tail el Coyote (debut del personaje), Negrito (debut del personaje), Narrador (voz)                                                                      |                                                       |                 |                        |
| 16 | Canine Patrol (Patrulla canina)                       | Charles Nichols | 7 de diciembre de 1945 |
| Mientras Pluto patrulla la playa para que esté todo en orden, se encuentra un huevo del que nace una pequeña tortuga. La tortuga quiere ir a nadar a una zona donde está prohibido, por lo que Pluto la saca fuera del terreno de la playa. Aun así, la tortuga insiste en ir a nadar, pero Pluto la engaña dándole la vuelta para que camine fuera de la playa. Cuando la tortuga se da cuenta de ello, intenta infiltrarse de nuevo, teniendo que vérselas de nuevo con Pluto, hasta que consigue darle esquinazo al perro y termina yendo a nadar. Cuando Pluto encuentra a la tortuga, se la lleva de nuevo, sin darse cuenta de que entra en una zona de arenas movedizas. Al hundirse, la tortuga intenta salvar a Pluto. Agradecido con la tortuga, Pluto termina dejando que nade bajo su supervisión. Otras apariciones: Tortuga (debut del personaje)                                                                                         |                                                       |                 |                        |

### 1946
| # | Título                                  | Director        | Estreno             |
| --- | --------------------------------------- | --------------- | ------------------- |
| 17 | Pluto's Kid Brother (Pluto responsable) | Charles Nichols | 12 de abril de 1946 |
| Pluto duerme tranquilo hasta que se hermano pequeño, K.B., le despierta montando un escándalo en un gallinero y es perseguido por un gallo. Pluto expulsa al gallo y después regaña a su hermano, ordenándole que esté quieto. Sin embargo, K.B. se escapa y termina en un cubo de basura, donde se encuentra un gato que termina persiguiéndole. Pluto se enfrenta al gato, pero el felino resulta ser más duro que Pluto y termina persiguiendo al perro. Mientras tanto, K.B. ve a Butch paseando por la calle y le sigue. Al querer conseguir los productos de una carnicería, y ver que K.B. es del tamaño exacto para entrar por la ranura de correo, Butch propone al cachorro entrar en la carnicería para conseguir comida. K.B. consigue unas salchichas, pero Butch las quiere para él y se encara con el joven perro. Al verlo, Pluto se enfrena a Butch, quien termina empujando a Pluto y haciendo que suene la alarma de la tienda. El perrero les persigue, hasta que termina atrapando a Butch, mientras que Pluto regaña a K.B. y le hace volver a casa sin probar las salchichas, las cuales quedaron en el suelo. Pero un rato después, ambos hermanos regresan para obtener las salchichas. Otras apariciones: K.B., Butch el Bulldog, Lucifer el Gato Duro |                                         |                 |                     |
| 18 | In Dutch (En Holandés)                  | Charles Nichols | 10 de mayo de 1946  |
| Pluto reparte cántaros de leche en un pueblo de Holanda. Al llegar al hogar de Dinah, quien le esperaba impaciente, Pluto rompe su cuenco para beber. Pluto vierte la leche en unos tulipanes para que Dinah beba de ellos. Dinah salta de alegría, en el acto tropezando con la cuerda que hace sonar la campana de alarma del dique. El alcalde y los demás ciudadanos acusan a los perros de hacer sonar una falsa alarma, y les expulsan del pueblo. Mientras se marchan tristemente, ven que el dique tiene realmente una fuga, y mientras Dinah se queda para taparla, Pluto se marcha para hacer sonar la campana. Los pueblerinos le regañan pensando que es otra falsa alarma, por lo que Pluto comienza a molestar a los diferentes habitantes del pueblo para que le persigan. Una vez que llegan al dique, ven que los perros les han salvado, y permiten que regresen al pueblo. Y al final, Pluto vuelve a repartir la leche con Dinah junto a él. Otras apariciones: Dinah la Perrita Salchicha, Alcalde |                                         |                 |                     |
| 19 | The Purloined Pup (El libertador)       | Charles Nichols | 19 de julio de 1946 |
| Ronnie, un cachorro de San Bernardo, ha sido secuestrado por Butch, y Pluto, quien es un perro policía novato, es asignado para rescatarlo. Mientras lo rastrea, Pluto encuentra la guarida de Butch, quien está vigilando en la entrada. Para no ser visto, Pluto bucea por el foso alrededor de la guarida, logrando entrar por la ventana, pero Butch también entra en ese momento, por lo que Pluto trata de no ser descubierto. Pluto va en busca de Ronnie, quien está atado en una habitación, procurando que Butch no le vea. Al liberarlo, Ronnie ladra de alegría, lo cual llama la atención de Butch, por lo que Pluto y Ronnie huyen a la calle. Butch les persigue por una zona de obras, teniendo algunos percances con las cañerías del lugar. Finalmente, Pluto se las ingenia para atrapar a Butch con una camisa de fuerza, y él y Ronnie se lo llevan estando orgullosos de su victoria. Otras apariciones: Butch el Bulldog, Ronnie el San Bernardo (debut del personaje) |                                         |                 |                     |

### 1947
| # | Título                                       | Director        | Estreno                 |
| --- | -------------------------------------------- | --------------- | ----------------------- |
| 20 | Pluto's Housewarming (Pluto se muda de casa) | Charles Nichols | 21 de febrero de 1947   |
| Pluto deja su caseta desastrosa para trasladarse junto a su colección de huesos a una más lujosa. Mientras se ausenta un momento, descubre a una pequeña tortuga llevándose un hueso y su cuenco para comer, por lo que la detiene y la aleja del lugar. Después, la tortuga regresa, por lo que Pluto la encierra en una caja. Aun así, la tortuga regresa, por lo que Pluto la expulsa otra vez, pero al regresar descubre que Butch se ha adueñado de su caseta. Ambos perros se pelean, hasta que Butch termina echando a Pluto, quien se refugia en su antigua casa. Butch regresa a la lujosa caseta, donde se topa con la tortuga, quien comienza a pelearse con Butch, hasta que la tortuga termina victoriosa. Finalmente, Pluto termina permitiendo que la tortuga viva con él. Otras apariciones: Butch el Bulldog, Tortuga (segunda aparición) |                                              |                 |                         |
| 21 | Rescue Dog (Perro al rescate)                | Charles Nichols | 21 de marzo de 1947     |
| Pluto es un perro de recate en las montañas, y mientras hace su patrulla, el barril de su collar cae en el agua de un lago helado. Al ir a recuperarlo, del agua sale una foca que empieza a jugar con el barril. Pluto se lo quita, pero la foca quiere seguir jugando. Mientras se marcha, la foca le sigue sin que le vea, haciendo que Pluto se distraiga al oír sus pasos y deje el barril en el suelo, por lo que la foca aprovecha para llevárselo. Pluto persigue a la foca hasta el interior de una cueva donde el suelo está resbaladizo a causa dle hielo. Cuando vuelven a salir al exterior, Pluto resbala y cae al lago helado, sin poder salir a causa del hielo que lo cubre, por lo que la foca va a rescatarle. La foca consigue abrir un agujero en el hielo y bucea para rescatar a Pluto, consiguiendo que salga, y haciéndole beber del barril para que vuelva a estar consciente. Agradecido, Pluto comparte su collar con la foca, quien termina abrazándole. Otras apariciones: La Foca Salty Notas: Primer cortometraje en utilizar el segundo tema de apertura de Pluto, en el cual se oye en el comienzo a Mickey Mouse silvando y llamando a Pluto. |                                              |                 |                         |
| 22 | Mail Dog                                     | Charles Nichols | 14 de noviembre de 1947 |
| Un avión lanza una bolsa de correo que deben entregar, y Pluto va en su búsqueda. Al encontrarla junto a un tótem, se asusta de la cara esculpida, pero consigue recoger la bolsa. Mientras camina, se topa con un conejo lleno de frío, el cual se abraza a Pluto para mantenerse caliente, pero Pluto le empuja. Enfadado, el conejo golpea a Pluto, quien comienza a perseguirle, hasta que el conejo regresa al trineo de Pluto, donde se calienta con la manta que hay encima. Pluto regresa, y al encontrarse con el conejo, comienza a perseguirle sobre el trineo. Ambos terminan resbalando, hasta que finalmente llegan al avión donde Pluto debía entregar la bolsa. El piloto se lo agradece, y estando feliz, Pluto olvida sus rencores con el conejo, permitiéndole que se caliente con su manta mientras le lleva en el trineo. Otras apariciones: Flutter Foot el Conejo |                                              |                 |                         |
| 23 | Pluto's Blue Note (La nota triste de Pluto)  | Charles Nichols | 26 de diciembre de 1947 |
| Al escuchar cantar a dos pájaros, Pluto intenta imitarles, pero los pájaros se marchan al oírle desafinar. Después, al escuchar zumbar a una abeja, Pluto la imita, pero vuelve a desafinar, haciendo que la abeja se esconda dentro de una flor. Tras ello, escucha el sonido que hace un saltamontes con sus patas, Pluto trata de imitarle, pero el ruido de Pluto hace que el saltamontes huya. Posteriormente, Pluto escucha la música de una radio frente a una tienda, y aúlla para seguir el ritmo, provocando que el dueño de la tienda apague la radio y la guarde. Mientras el vendedor se marcha, Pluto enciende un tocadiscos sin darse cuenta, y cuando su cola hace contacto con el disco, provoca que salga música de su boca. Momentos después, Pluto utiliza ese truco para fingir que canta bien, haciendo que los animales a los que anteriormente ahuyentó y un grupo de perras se maravillen. Otras apariciones: Pájaros, Spike la Abeja, Saltamontes; Vendedor; cameos de Fifí la Pekinés y Dinah la Perrita Salchicha Notas: Nominada para Óscar al mejor cortometraje animado.                                                                          |                                              |                 |                         |

### 1948
| # | Título                                 | Director        | Estreno                  |
| --- | -------------------------------------- | --------------- | ------------------------ |
| 24 | Bone Bandit (El bandido de los huesos) | Charles Nichols | 30 de abril de 1948      |
| Al no tener comida, Pluto va a buscar un hueso que enterró, encontrándose en la zona a un topo, el cual recolecta las flores que encuentra. Al confundir la cola de Pluto con un tallo, el topo huye, y Pluto trata de atraparle dentro del túnel, donde termina consiguiendo un hueso, el cual, junto con más huesos enterrados, el topo utiliza como muro de carga para sus túneles. El topo trata de recuperar el hueso, pero Pluto se lo impide, por lo que el topo utiliza una flor para provocarle estornudos a Pluto con el polen. Tras volver a una persecución, después de correr el topo se mete en su túnel, y al saltar Pluto para capturarle, debido a la inestabilidad de los túneles termina derrumbando la guarida del topo, quien hace que Pluto vuelva a estornudar con una flor, causando un agujero más grande. Finalmente, Pluto recupera su hueso, y el topo termina estornudando también a causa del polen de las flores. Otras apariciones: Topo |                                        |                 |                          |
| 25 | Pluto's Purchase (La compra de Pluto)  | Charles Nichols | 9 de julio de 1948       |
| Mickey encarga a Pluto a que vaya a la carnicería a comprar un salami. Al verlo, Butch empieza a seguirle para arrebatarle el salami. Durante la vuelta a casa, Pluto intenta proteger constantemente el salami de Butch. Finalmente, Pluto regresa a casa contento porque Mickey y él finalmente podrán comer el salami, pero Mickey le dice que el salami es un regalo para alguien. Para sorpresa de Pluto, ese alguien resulta ser Butch, a quien Mickey regala el salami por su cumpleaños. Dicha situación provoca que Pluto termine enfadado. Otras apariciones: Butch el Bulldog, Mickey Mouse; cameo de Dinah la Perrita Salchicha |                                        |                 |                          |
| 26 | Cat Nap Pluto                          | Charles Nichols | 13 de agosto de 1948     |
| Pluto regresa soñoliento a casa, sin prestar demasiada atención a Fígaro cuando el gato va a saludarle. Pluto está constantemente intentando dormir, siendo su sueño provocado por un diminuto Pluto arenero, pero es despertado de varias formas por Fígaro. Cuando se harta, Pluto le persigue, pero está demasiado cansado para continuar y se va a dormir. De nuevo, Fígaro intenta despertarle, pero esta vez Pluto está profundamente dormido y no se despierta. Finalmente, aparece también un Fígaro arenero, el cual hace que Fígaro termine durmiendo junto a Pluto. Otras apariciones: Fígaro, Pluto Arenero, Fígaro Arenero |                                        |                 |                          |
| 27 | Pluto's Fledgling                      | Charles Nichols | 10 de septiembre de 1948 |
| Al ver a otros pájaros alzando el vuelo, un pequeño pájaro intenta volar también, pero termina cayendo de su nido, y aterrizando en el cuenco de agua de Pluto, quien le ayuda a salir de ahí y le salva de ahogarse. Al ver el nido del pájaro en un árbol, Pluto le lleva de vuelta a su hogar. Pero el pájaro vuelve a intentar volar, cayendo otra vez junto a Pluto, quien al ver que el pájaro quiere aprender a volar, decide ayudarle. Pluto hace que el pájaro muerda su cola mientras y mueva las alas mientras él corre, pero Pluto termina tropezando con una goma de neumático. A Pluto se le ocurre usar la goma para catapultar al pájaro, pero es Pluto quien termina catapultado mientras el pájaro está sujeto a su cola, y moviendo las alas para intentar volar. Al final, cuando Pluto aterriza junto a su caseta, ve que el pájaro finalmente vuela, alegrándose por él. Otras apariciones: Orville el Pájaro                                      |                                        |                 |                          |

### 1949
| # | Título                                                  | Director        | Estreno                |
| --- | ------------------------------------------------------- | --------------- | ---------------------- |
| 28 | Pueblo Pluto                                            | Charles Nichols | 1 de enero de 1949     |
| Mickey y Pluto llegan a México, donde mientras Mickey visita una tienda, Pluto se entretiene con un hueso, el cual llama la atención de Ronnie el San Bernardo. Bajo los tablones donde Pluto se encuentra, Ronnie utiliza su cola para arrebatarle el hueso. Ronnie escapa, y termina rodando en una vasija mientras Pluto le persigue. Los dos acaban en el desierto, donde gracias a su tamaño Ronnie se esconde entre unos cactus, sin tener Pluto acceso a él. Tras subirse en una roca, Pluto entra en la zona donde está Ronnie y recupera el hueso, pero tiene problemas para salir del lugar debido a los cactus. Pluto termina deprimido, por lo que Ronnie va en busca de una vasija para rodar otra vez y derribar algunos cactus, con lo cual abre un camino para que Pluto escape. Agradecido, Pluto le da su hueso a Ronnie y regresa con Mickey, quien ha comprado varios cactus. Otras apariciones: Mickey Mouse, Ronnie el San Bernardo (segunda y última aparición)                                                                         |                                                         |                 |                        |
| 29 | Pluto's Surprise Package (El paquete sorpresa de Pluto) | Charles Nichols | 4 de marzo de 1949     |
| Tras recibir el correo, Pluto descubre dentro de un paquete a una pequeña tortuga, la cual intenta marcharse, pero Pluto intenta que regrese al paquete para llevarla a casa junto al resto del correo. La tortuga se escabulle constantemente para ir a nadar, teniendo Pluto que ir tras ella. Finalmente, tras varias persecuciones, la tortuga acepta ir con Pluto, llevando la tortuga las cartas del correo en su boca, mientras que Pluto lleva a la tortuga hasta casa. Otras apariciones: Tortuga (tercera y última aparición) |                                                         |                 |                        |
| 30 | Pluto's Sweater (El jersey de Pluto)                    | Charles Nichols | 29 de abril de 1949    |
| Minnie ha tejido un jersey para Pluto, quien se esconde debido a que no quiere ponérselo, pero Minnie le encuentra y hace que se lo ponga, con lo cual Fígaro se ríe de Pluto. Al verse en el espejo, Pluto quiere volver a esconderse, pero Minnie hace que salga a la calle, donde Butch y otros perros se ríen de Pluto, quien se marcha avergonzado. Una vez solo, Pluto intenta quitarse el jersey, pero se le termina enredando en el cuerpo. Tras varios intentos para quitárselo, Pluto lo enreda en una rama y hace fuerza para quitarse el jersey, pero cae al lago, lo cual hace que el jersey encoja, y Pluto lo lleve en la cara como si fuera una máscara. Al regresar a casa, asusta a Minnie y fígaro al tener la cara tapada, pero Minnie se da cuenta de que se trata de Pluto, y llora al ver su jersey encogido. Sin embargo, ve que ahora es del tamaño perfecto para Fígaro, a quien coloca el jersey, siendo de alegría para Pluto, y haciendo que Fígaro se enfade. Otras apariciones: Minnie Mouse, Fígaro; cameo de Butch el Bulldog |                                                         |                 |                        |
| 31 | Bubble Bee                                              | Charles Nichols | 24 de junio de 1949    |
| Pluto juega con su pelota en el parque, hasta que se distrae con una máquina expendedora de chicles. Tras ver que Spike la Abeja consigue scar una bola de chicle, le sigue hasta su colmena, donde descubre que guarda varias bolas de chicle, las cuales termina masticando, y hace un globo de chicle con el que juega como si fuera una pelota. Cuando Spike regresa a su casa y ve la colmena destrozada, descubre que Pluto es el culpable, y va hacia él para regañarle, pero Pluto hace que Spike se pegue en el chicle. Spike se las arregla para enredar a Pluto con el chicle, e intenta picarle con su aguijón, por lo que Pluto comienza a huir. Pluto termina tragándose accidentalmente a Spike, pero hace un globo de chicle con Spike en el interior, consiguiendo escapar cuando el globo explota, y finalmente consiguiendo picar a Pluto, quien huye dolorido. Otras apariciones: Spike la Abeja |                                                         |                 |                        |
| 32 | Sheep Dog                                               | Charles Nichols | 4 de noviembre de 1949 |
| Pluto cuida de un rebaño de corderos, a los cuales Bent-Tail planea llevarse con ayuda de su hijo mientras Pluto duerme. Utilizando algodón, Bent-Tail disfraza a su hijo de cordero para infiltrarse entre ellos y llevarse uno, pero el cordero se escapa. Al fracasar, Ben-Tail intenta golpear a su hijo, pero falla y activa la alarma que hace despertar a Pluto, quien ahuyenta a los coyotes. Antes de que vuelvan, Pluto utiliza el algodón para disfrazarse de oveja y engañarles, lo cual consigue al ser él a quien los coyotes sacan del rebaño mientras finge estar dormido. En ese momento, Pluto comienza a perseguir a Bent-Tail, mientras que el hijo de este vuelve a donde están los corderos. Tras ser perseguido por Pluto, Bent-Tail finalmente logra llevarse un cordero a su cueva, pero se desanima al ver que se trata de su hijo disfrazado. Otras apariciones: Bent-Tail el Coyote, Bent-Tail Junior (debut del personaje), Negrito (segunda y última aparición)                                                                  |                                                         |                 |                        |

### 1950
| # | Título                                 | Director        | Estreno                  |
| --- | -------------------------------------- | --------------- | ------------------------ |
| 33 | Pluto's Heart Throb (Pluto se enamora) | Charles Nichols | 6 de enero de 1950       |
| Pluto pasea por la calle, y Cupido (representado como un perro), hace que se enamore de Dinah, la cual no le presta atención, pero Cupido hace que ella también se enamore de él. Pluto está feliz hasta que aparece Butch, quien también quiere cortejar a Dinah. Ambos acompañan a Dinah hasta su casa, donde tras aprovechar que Butch se marcha, Pluto le regala un hueso. Ambos se marchan a la calle, pero mientras Dinah ha salido, Pluto recibe una paliza por parte de Butch mientras Dinah oye el ruido. Butch finge pasear por la calle, y Dinah le avisa de que alguien está atacando a Pluto. Butch simula reanimarle ante ella, pero cuando Dinah no mira, Butch golpea a Pluto. Al final Dinah le descubre, y le echa de ahí. Al reanimarse, Pluto se marcha a por el hueso, pero Butch regresa, y al verles juntos a Pluto se le rompe el corazón. Dinah intenta alejarse de Butch, hasta que cae a la piscina, y mientras Butch no se atreve a meterse en el agua, Pluto termina salvándola. Butch se marcha avegonzado, mientras que Pluto y Dinah terminan juntos y felices. Otras apariciones: Dinah la Perrita Salchicha, Butch el Bulldog, Cupido |                                        |                 |                          |
| 34 | Pluto and the Gopher (Pluto y el Topo) | Charles Nichols | 10 de febrero de 1950    |
| Pluto descubre a un topo comiéndose las flores en el jardín de Minnie, e intenta atraparle, mientras el topo se burla de él. Mientras le persigue, destroza algunas flores, por lo que Minnie le regaña. Minnie guarda en casa una maceta con una flor, en la cual estaba el topo, quien tras confundir una alfombra verde con la hierba del jardín, comienza a hacer túneles en ella. Pronto Pluto le descubre, y persigue al topo por la casa. El topo se esconde de diferentes formas, pero Pluto le tiene siempre acorralado. Tras la persecución, el topo regresa finalmente al jardín, donde vuelve a excavar túneles. Pluto intenta atraparle, pero el topo enreda sus orejas entre los túneles, quedando Pluto atrapado mientras el topo continúa comiendo flores. Otras apariciones: Topo, Minnie Mouse |                                        |                 |                          |
| 35 | Wonder Dog                             | Charles Nichols | 7 de abril de 1950       |
| Pluto descubre que Dinah es una admiradora de Prince el Perro Maravilla, quien es la estrella en un circo. Para ser como él, Pluto se imagina el desguace como un circo donde comienza a hacer malabares. Él es observado por Butch, quien se ríe de la torpeza de Pluto. Al estar Butch encerrado, Pluto se burla de él, pero Butch se escapa y persigue a Pluto, quien en el acto termina haciendo diferentes tipos de malabares que impresionan a Dinah, quien le observa fuera del desguace. Al final, Pluto termina cayendo en la valla donde está el cartel de Prince, con su cara sobresaliendo donde estaba la de Prince, mientras que Dinah le mira encantada, con Pluto contento por ello. Otras apariciones: Dinah la Perrita Salchicha, Butch el Bulldog, Prince el Perro Maravilla (en un cartel) |                                        |                 |                          |
| 36 | Primitive Pluto (Pluto y su instinto)  | Charles Nichols | 19 de mayo de 1950       |
| Pluto se encuentra cómodamente en una cabaña en el bosque, donde se le aparece su instinto primitivo, representado como un lobo en miniatura, el cual al ver que Pluto está demasiado acomodado le convence de que vaya a cazar su propia comida. En el bosque, buscando y rastreando comida, el lobo le regaña constantemente al no hacer las cosas como es debido. Finalmente, tras tener problemas con un conejo, y toparse con un oso, Pluto regresa corriendo a casa, donde descubre al lobo comiéndose la comida que tenía en su cuenco, por lo que comienza a perseguirle furioso, negándose a hacer más caso a su instinto primitivo. Otras apariciones: Primo el Lobo |                                        |                 |                          |
| 37 | Puss Cafe (El café de Puss)            | Charles Nichols | 9 de junio de 1950       |
| Milton el Gato va en busca de su amigo Richard para llevarle a una casa donde hay unas botellas de leche en la puerta, y unos apetitosos pájaros volando y peces en el estanque del jardín. Cuando Pluto les descubre bebiéndose la leche, los gatos huyen, pero en cuanto Pluto se marcha a su hamaca, los gatos vuelven a entrar en el jardín para atrapar a los pájaros en la casita de un árbol, pero caen encima de Pluto, por lo que vuelven a huir. Para no volver a tener problemas, usan la hamaca para catapultar a Pluto fuera del jardín, y aprovechan el momento para atrapar a los peces en el estanque. Sin embargo, Pluto regresa y los gatos huyen de nuevo, esta vez persiguiéndoles por la ciudad, hasta que le llevan a donde está un gato enorme que termina asustando a Pluto. Otras apariciones: Milton el Gato (debut del personaje), Richard el Gato |                                        |                 |                          |
| 38 | Pests of the West                      | Charles Nichols | 19 de mayo de 1950       |
| Bent-Tail pretende capturar a las gallinas de una granja con la ayuda de su hijo, a quien ordena meterse en el gallinero, pero en vez de cumplir su misión, termina durmiéndose en un nido. Ante tal situación, Bent-Tail se mete en el gallinero y captura a las gallinas él mismo, pero el escándalo despierta a Pluto, quien ahuyenta a los coyotes. Pluto regresa a su caseta para dormir, sin darse cuenta de que los coyotes están escondidos en el techo, procurando no hacer ningún ruido. Pero al final, Bent-Tail termina estornudando y despierta a Pluto, quien comienza a perseguirle. Tras un intento de atraparle, descubre a los coyotes tratando de llevarse una gallina sobre su nido, continuamente intentando devolverla al gallinero mientras que los coyotes se la quitan todo el tiempo. Finalmente, tras el revuelo Bent-Tail consigue llevarse el nido, pero termina dándose cuenta de que encima no está la gallina sino su propio hijo, quien intenta animar a su padre mostrando que ha conseguido un huevo, el cual Bent-Tail rompe furioso sobre la cabeza de su hijo. Otras apariciones: Bent-Tail el Coyote, Bent-Tail Junior |                                        |                 |                          |
| 39 | Food for Feudin' (Raciones de guerra)  | Charles Nichols | 21 de julio de 1950      |
| Chip y Dale llenan su árbol con bellotas, pero cuando Pluto ve que el árbol es un buen sitio donde esconder sus huesos, la presión hace que las bellotas caigan, y provocan que Pluto y las ardillas caigan colina abajo. Estando las bellotas dentro de la caseta de Pluto, las ardillas intentan recuperarlas. Chip y Dale se esconden dentro de unos guantes para no ser descubiertos, además de intentar distraer a Pluto gracias a ello. Tras comenzar a jugar con la pelota, y Pluto termine atado a la caseta, llevan la pelota hasta su árbol para que Pluto les siga y así arrastrar la caseta tras él. Gracias a ello, trasladan las bellotas de la caseta al árbol. Pluto les descubre, pero las ardillas enrredan sus patas con los guantes, e imitando la situación, terminan enredando sus propias manos, lo cual hace que los tres terminen riendo. Otras apariciones: Chip y Dale |                                        |                 |                          |
| 40 | Camp Dog                               | Charles Nichols | 22 de septiembre de 1950 |
| Mientras aúllan a la luna, Bent-Tail y su hijo huelen comida colgada de un árbol junto a un campamento. Aprovechando que el dueño no está, intentan cogerla, pero Bent-Tail es espantado por Pluto, quien estaba dentro de la tienda de campaña. Cuando vuelve al interior de la tienda, Bent-Tail intenta de nuevo conseguir la comida, pero su hijo saca a Pluto de la tienda mientras está dormido, pensando que es comestible. Bent-Tail lo devuelve rápidamente al interior de la tienda, y de nuevo vuelve a intentar bajar la comida del árbol, la cual termina cayendo al suelo. Mientras Bent-Tail la recoge, su hijo continúa sacando a Pluto de la tienda, hasta que al final se despierta. Los coyotes fingen estar dormidos dentro de la tienda, por lo que Pluto trata de dejarles dormir tranquilos, pero se marchan para recoger de nuevo la comida, mientras encierran a Pluto en la tienda. Al final, Pluto escapa, pero cae al río, por lo que los coyotes aprovechan el momento para comer montando un pícnic. Pluto regresa y les espanta, pero al ver regresar al dueño, Pluto huye para que no piense que iba a comerse él la comida del pícnic, y termina uniéndose a los coyotes aullando a la luna. Otras apariciones: Bent-Tail el Coyote, Bent-Tail Junior |                                        |                 |                          |

### 1951
| # | Título       | Director        | Estreno                  |
| --- | ------------ | --------------- | ------------------------ |
| 41 | Cold Storage | Charles Nichols | 9 de febrero de 1951     |
| Una cigüeña está pasando frío durante el invierno, por lo que vuela en busca de refugio, hasta que encuentra la caseta de Pluto, quien posteriormente regresa lleno de frío. La cigüeña saca a Pluto de la caseta, y no le deja entrar, moviendo la caseta continuamente. Pluto comienza a pensar que se está volviendo loco al ver a su caseta moverse, hasta que la ve caminando con unas patas. Pluto intenta que la cigüeña salga, pero en su lugar utiliza su largo pico para comerse su comida fuera de la caseta, y se marcha volando. Mientras la cigüeña duerme cómodamente, Pluto la echa y recupera su caseta, pero la cigüeña vuelve a expulsarle. Continuamente, ambos comienzan a pelear, sacando a uno de la caseta mientras el otro vuelve dentro. Finalmente, sale el sol y comienza a hacer calor, por lo que ahora ambos intentan salir de la caseta, y mientras la cigüeña lo logra, no deja que Pluto salga, por lo que el perro comienza a acalorarse. Afortunadamente, Pluto logra mover la caseta hasta el estanque del jardín, pudiendo refrescarse gracias al agua. Otras apariciones: Fred la Cigüeña     |              |                 |                          |
| 42 | Plutopia     | Charles Nichols | 18 de mayo de 1951       |
| Mickey y Pluto llegan a un campamento, donde se alojan en una cabaña. Pero según las normas del campamento, Pluto debe estar atado fuera de la cabaña, y llevando un bozal, lo cual le impide comer su comida. Para mayor frustración, Milton el Gato aprovecha la ocasión para quitarle a Pluto la comida y comérsela él. Durante la noche, Pluto sueña que está en un lugar donde Milton es su mayordomo, y que puede azotarle sin problemas, además de que le sirve todo tipo de comida cada vez que le muerde la cola. Cuando despierta, Mickey le quita el bozal, pero teniendo aun en mente el sueño muerde la cola a Milton, quien comienza a pelearse con Pluto. Otras apariciones: Milton el Gato, Mickey Mouse |              |                 |                          |
| 43 | Cold Turkey  | Charles Nichols | 21 de septiembre de 1951 |
| Pluto y Milton duermen mientras hay en la televisión un programa de lucha libre. Al despertar, ven un suculento pavo asado en la televisión, y queriendo comérselo intentan ver si hay alguna forma de acceder a él, hasta que Pluto se electrocuta con el cableado. Cuando llega su hora de comer, la comida de sus cuencos no es suficiente para ellos, por lo que buscan comida hasta ver las latas de un armario. Pluto intenta utilizar el cubo de la basura para que Milton suba, pero accidentalmente termina lanzándole a la nevera, abriendo la puerta por el impacto. Los dos ven un pavo congelado en el interior, y peleando por cogerlo, Pluto encierra a Milton en la nevera, pero Milton termina huyendo y encerrando a Pluto dentro de la nevera. Una vez que consigue salir, va en busca de Milton, quien se esconde con el pavo dentro de la televisión. Pluto enciende la enciende, haciendo que Milton salga debido al calor del aparato, pero deja el pavo dentro, el cual se termina quemando. Al final, ambos terminan luchando al igual que en el programa de lucha libre. Otras apariciones: Milton el Gato |              |                 |                          |

## Medios domésticos
Las caricaturas fueron lanzadas en varias formas de medios domésticos, con películas seleccionadas lanzadas en VHS, laserdisc y luego en DVD. Desde 2010, varios de los cortometrajes comenzaron a estar disponibles en servicios digitales.
Hasta el momento, el único lanzamiento en medios domésticos de toda la serie es en los volúmenes de la colección en DVD "Walt Disney Treasures", siendo lanzada en dos volúmenes de dos discos cada uno: "The Complete Pluto" (2004) y "The Complete Pluto, Volume Two" (2006).

## Legado
La serie de televisión Mickey Mouse Works (1999-2000), así como su serie derivada House of Mouse (2001-2003), Pluto protagonizó varios cortometrajes, principalmente inspirados en sus cortometrajes clásicos, incluyendo algunos de los personajes recurrentes de los cortos, como Butch el Bulldog y Dinah la Perrita Salchicha. Estos cortos también incluyen una serie titulada Pluto Gets the Paper, en la que Pluto vive todo tipo de situaciones después de que Mickey lo envía a recoger el periódico frente a su casa.